# Shuangjiang (solarperiod)
Shuāngjiàng (pīnyīn), Sōkō (rōmaji) eller Sanggang (romaja) (kinesiska och japanska: 霜降; koreanska: 상강; vietnamesiska: Sương giáng; bokstavligen ”frosten faller”) är den artonde solarperioden i den traditionella östasiatiska lunisolarkalendern (kinesiska kalendern), som delar ett år i 24 solarperioder (節氣). Shuangjiang börjar när solen når den ekliptiska longituden 210°, och varar till den når longituden 225°. Termen hänvisar dock oftare till speciellt den dagen då solen ligger på exakt 210° graders ekliptisk longitud. I den gregorianska kalendern börjar shuangjiang vanligen omkring den 23 oktober och varar till omkring den 7 november.

## Pentader
Varje solarperiod kan indelas i tre pentader (候): Första pentaden (初候), andra pentaden (次候) och sista pentaden (末候). Ett år har alltså 72 pentader och för shuangjiang gäller:
- Första pentaden: 豺乃祭獸 (”schakaler offrar djur”)
- Andra pentaden: 草木黃落 (”växterna blir gula och löven faller”)
- Sista pentaden: 蟄蟲咸俯 (”alla insekter går i dvala”)